# Tolvay Imre
Tolvay Imre (Holics, 1694. október 8. – Kékkő, 1775. július 11.) bölcseleti doktor, Jézus-társasági áldozópap és tanár.

## Élete
1709. november 13-án a Jézus-társaságba lépvén, gimnáziumi tanár, 1724-ben teológiai hallgató volt a Nagyszombati Egyetemen. 1722-ben Bécsben szentelték pappá. 1728-ban letette a szokásos fogadalmakat; azután 1729-től tanított Nagyszombatban és Kolozsvárt, ahol hitvitatkozást tartott és rektor is volt. 1731-ben Egerben mint iskolaigazgató és templomgondnok működött.
1732-ben Rómába küldetvén, ott Szent Péter templomában kilenc évig a magyarok gyóntatója volt. 1740. december 23-án felmentették hivatalából és a német asszisztencia ügyeinek vezetésével bízták meg.
Visszatérvén hazájába, rendtársait igazgatta; 1741. szeptember 11-től 1745. március 14-ig a budai kollégium rektora és a Nagyboldogasszony-templom plébánosa volt.
1746-ban a bécsi Pazmaneum rektora, azután 1756-tól kolozsvári házfőnök és 1759-től a győri kollégium igazgatója. 1766-től a rend eltöröltetéséig (1773) a nagyszombati könyvnyomtató-intézetet vezette.
Meghalt 1775. július 11-én mint az esztergomi főmegye papja Kékkőn a Balassa gróf kastélyában.

## Művei
- Laureatum in heroibus Hungariae saeculum, post Christum natum decimum septimum... Tyrnaviae, 1718
- Ortus et progressus Almae Archi-episcopalis S. J. Uninersitatis Tyrnaviensis, a primis illius initiis ad annum usque 1660. Uo. 1725
- Progressus almae archiepiscopalis societatis Jesu Universitatis Tyrnaviensis ab anno 1661. usque 1700. Uo. 1728
- Imago Heroum, qui de cognatis Excell. ac Illustr. Prosapiis Principis Pálffi ab Edőd et Erdődi de Monyorókerék sago et toga inclyti ad aetatem hanc in Reipublicae emolumenta longe maxime floruere. Uo. 1729
- Itineranium exete exstaticum quo mundi opificium, id est: Coelestis expansi, siderumque tam errantium, quam fixorum natura, vires, proprietates singularumque compositio et structura, ab infimo terrarum globo usque ad ultima mundi confinia, perficti raptus integumentum explorata, nova hypothesi exponitur, ad veritatem interlocutoribus Cosmiele et Theodidacto. Uo. 1729
- Athanasij Kircheri ... iter exstaticum II. in mundum subterraneum. Dialogus III. promotore... 1739. Uo.
- Epistola de morte Valentini Kéri Collegii Academici et Universitatis Tyrnaviensis Rectoris ddo Tyrnaviae 24. Julii 1764
- Orationes duae panegyricae D. Ladislao dictae Vienna